# San Vicente (Northern Samar)
San Vicente è una municipalità di sesta classe delle Filippine, situata nella Provincia di Northern Samar, nella regione di Visayas Orientale.
San Vicente è formata da 7 baranggay:
- Destacado Pob. (Bgy.2)
- Maragat
- Mongol Bongol Pob. (Bgy.1)
- Punta Pob. (Bgy.3)
- Sangputan
- Sila
- Tarnate